# Luca Borsato
Pour les articles homonymes, voir Borsato.
Luca Borsato, né le 30 novembre 1998 aux Pays-Bas,, est un acteur néerlandais.

## Filmographie

### Cinéma et téléfilms
- 2012 : Koen Kampioen (nl) : Jordy
- 2012 : Ruben : David
- 2012-2014 : Verborgen verhalen (nl) : Jelle, le camarade de classe
- 2013 : Op Slot : Tommy
- 2014 : De Droomtrein : Le rêveur dans le train n°2

## Vie privée
Il est le fils du chanteur Marco Borsato et de l'actrice Leontine Borsato. Il est le frère de l'acteur Senna Borsato et de l'actrice Jada Borsato.